# Cariboo Plateau
Cariboo Plateau är en platå i Kanada.   Den ligger i provinsen British Columbia, i den södra delen av landet, 3 200 km väster om huvudstaden Ottawa.